# Червлёный цвет

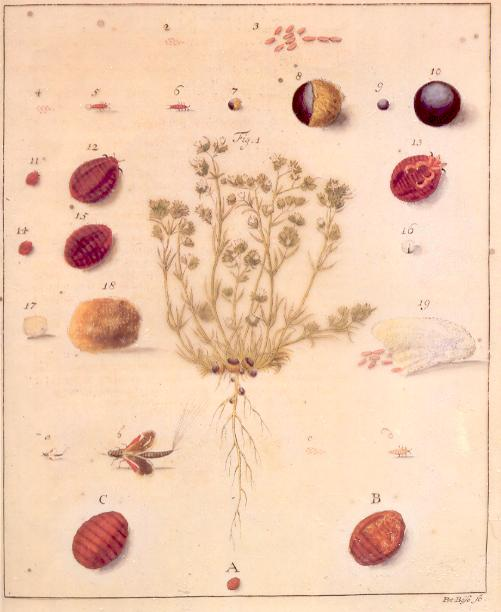
Польская кошениль

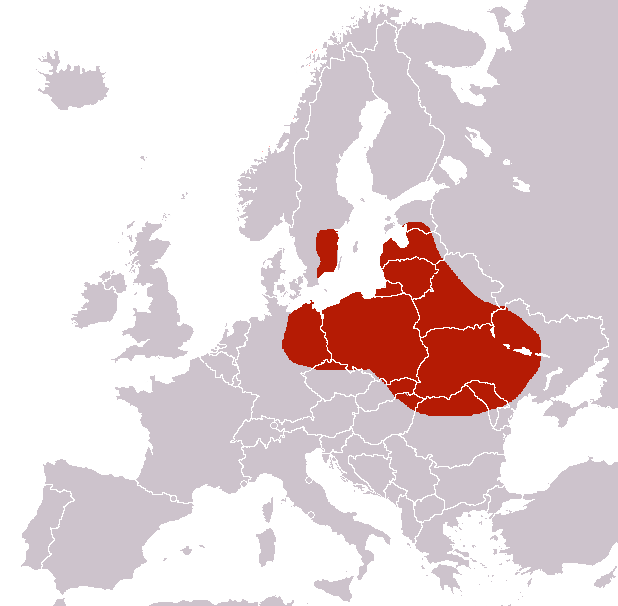
Ареал польской кошенили

Червлёный цвет, черленый, червчатый, чермный, червонный — в русском языке устаревшее название красного цвета.

## Этимология
Слово происходит от праславянского прич. прош. страд. čьrviti («красить в красный цвет», др.-русск. чьрвити, сербск.-цслав. чрьвити), связанного с *čьrvь («червь») — от кошенили, из которой получали красную краску. Аналогично народнолат. vermiculus «красный» — от vermiculus «червячок, кошениль».
Типично для славянских языков: др.-русск. чьрвенъ, чьрвлɪенъ, ст.-слав. чръвенъ, чръвле{}нъ ἐρυθρός (Еuсh. Sin.), болг. черве́н, чърве́н, сербохорв. цр̀вен «красный», цр̀вљен — то же, словен. črljèn, чеш. červený, слвц. červený, польск. сzеrwоnу, в.-луж. čerwjeny, н.-луж. сеrẃеnу. См. также: червонная масть, червонец.
От данного слова чьрвь образовано др.-русск. чьрвенъ — «июль» и чьрвьць — то же, ср. укр. че́рвень, червець «июнь», чеш. čеrvеn — то же, др.-чеш. črven — то же, črven druhý «июль», чеш. čеrvеnес «июль», польск. czerwiec «июнь», которое объясняли частично как «месяц сбора кошенили», частично — как «время, когда плодятся пчелы», ср. польск. w której сzуrw pszczóɫ роwstаwаɫ.

## Значение
Некоторые современные словари указывают, что слово «червлёный» обозначает багровый, бордовый, темно-красный, однако исследователи истории цветообозначений в русском языке и конкретно истории красного цвета пишут, что на протяжении веков это слово использовалось как обозначение простого красного цвета и лишь потом было вытеснено словом «красный». Слово «красный» появляется во второй половине XVI века, быстро и интенсивно вытеснив старые общеславянские названия этого цвета, в первую очередь «червлёный».

## В геральдике
- См.: Червлень.

Слово «червлёный» продолжает использоваться в геральдических описаниях как стандартное обозначение красного цвета.

## В христианстве
Слово используется в церковнославянских переводах Библии (например Исх. 25:4; 26:1, 31, 36; 39:1—3, 24, 29; Лев. 14:4, 6, 49, 51; Чис. 19:6; Нав. 2:18, 21; Евр. 9:19)
«Библейский словарь Вихлянцева» характеризует его как «ярко-красный цвет».